# سام لیو

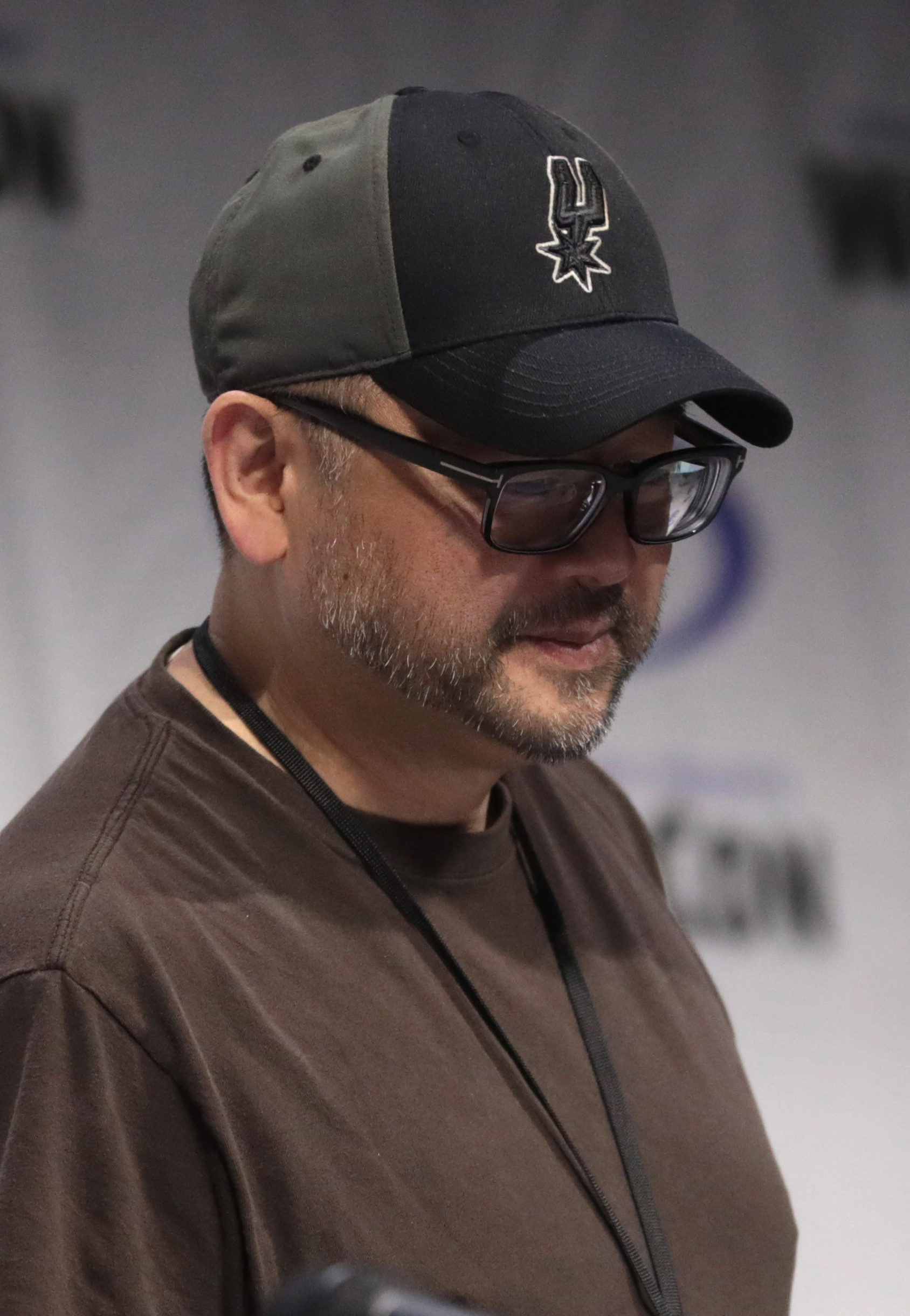
سام لیو در واندرکان 2019.

سام لیو (انگلیسی: Sam Liu) یک کارگردان چینی-آمریکایی است که بیشتر به خاطر کارهای در مارول اینترتینمنت شناخته شده است.
از فیلم های که او کارگردانی کرده
بتمن علیه دراکولا
بتمن.جوک کشنده
لیگ عدالت.خدایان وهیولاها
لیگ عدالت فاجعه در دوزمین
هالک علیه ولورین

## تحصیلات
وی در دانشگاه مرکز هنر طراحی تصویرسازی خوانده است.

## پیوند به بیبرون
- سام لیو در بانک اطلاعات اینترنتی فیلم‌ها (IMDb)
- Justice League: Crisis on Two Earths Interview
- All-Star Superman Interview